# Sameh Alaa
Pour les articles homonymes, voir Sameh Alaa.
Sameh Alaa (en arabe : سامح علاء), né en 1987 au Caire, est un réalisateur et scénariste égyptien,. Il remporte au Festival de Cannes 2020 la Palme d'or du court métrage pour son film I Am Afraid to Forget Your Face.

## Biographie

### Formation
Titulaire d’un bachelor en littérature allemande, Sameh Alaa a étudié pendant deux ans à l’Académie des arts du cinéma et de la technologie. Il a également travaillé comme assistant réalisateur dans diverses publicités et longs métrages avant de déménager en Europe.
En 2012, Sameh déménage en République Tchèque pour étudier à l’Académie du film de Prague, où il obtient son diplôme en une année. Il poursuit ensuite une maîtrise à l’EICAR Film School à Paris.

### Carrière
En 2016, il réalise Le Steak De Tante Margaux, son film de fin d’études. L'année suivante, il remporte le European Short Pitch.
En 2020, son court métrage I Am Afraid to Forget Your Face remporte la Palme d'or du court métrage au Festival de Cannes, une première pour un film égyptien. Alaa est ensuite admis à la Cinéfondation pour préparer son premier long métrage.
Concernant son approche de la vocation de cinéaste, il déclare : « Le cinéma ne me fait pas gagner de l’argent, à l’inverse d’un autre boulot. Le cinéma est un loisir et il le restera. Je crois que si on veut être riche ou célèbre, [ce] n’est pas le meilleur endroit. »

## Filmographie

### Réalisateur
- 2016 : Le Steak de tante Margaux (également scénariste), court métrage
- 2017 : Fifteen, court métrage
- 2020 : I Am Afraid to Forget Your Face (également scénariste), court métrage

### Scénariste
- 2015 : Yun Yun (scénariste), court métrage

## Récompenses et distinctions
Source : Internet Movie Database
- 2020 : Palme d'or du court métrage au Festival de Cannes pour I Am Afraid to Forget Your Face
- 2020 : Prix du meilleur court métrage au Festival international du film de Moscou pour I Am Afraid to Forget Your Face
- 2020 : Étoile du meilleur court métrage arabe au Festival du film d’El Gouna pour I Am Afraid to Forget Your Face